# Брюкке, Эрнст Вильгельм фон
Эрнст Вильгельм фон Брюкке (нем. Ernst Wilhelm von Brücke; 1819—1892) — немецкий врач, физиолог и педагог.
Фон Брюкке был университетским преподавателем Зигмунда Фрейда, оказал на него большое влияние, в частности натолкнув его на теорию психодинамики, лежащую в основе большинства идей Фрейда.

## Биография
Эрнст Вильгельм родился 6 июня 1819 года в городе Берлине в семье исторического живописца и портретиста Иоганна Готтфрида Брюкке (нем. Johann Gottfried Brücke ; 1796—1873). Посещал гимназию в Штральзунде и с 1838 года изучал медицину в Берлинском и Гейдельбергском университетах. В 1842 году под руководством Иоганн Мюллера защитил в Берлине диссертацию по диффузным процессами и получил степень доктора медицины, в 1843 году стал ассистентом Миллера при музее сравнительной анатомии и прозектором, c 1844 года в должности приват-доцента преподавал нормальную, сравнительную и патологическую анатомию и физиологию. В 1845 году совместно с Э. Г. Дюбуа-Реймоном основал в Берлине Немецкое физическое общество. С 1846 года был также преподавателем анатомии при Академии изобразительных искусств. В 1848 году стал преемником умершего годом ранее Фридриха Бурдаха в Кёнигсбергском университете, в должности адъюнкт-профессора физиологии.

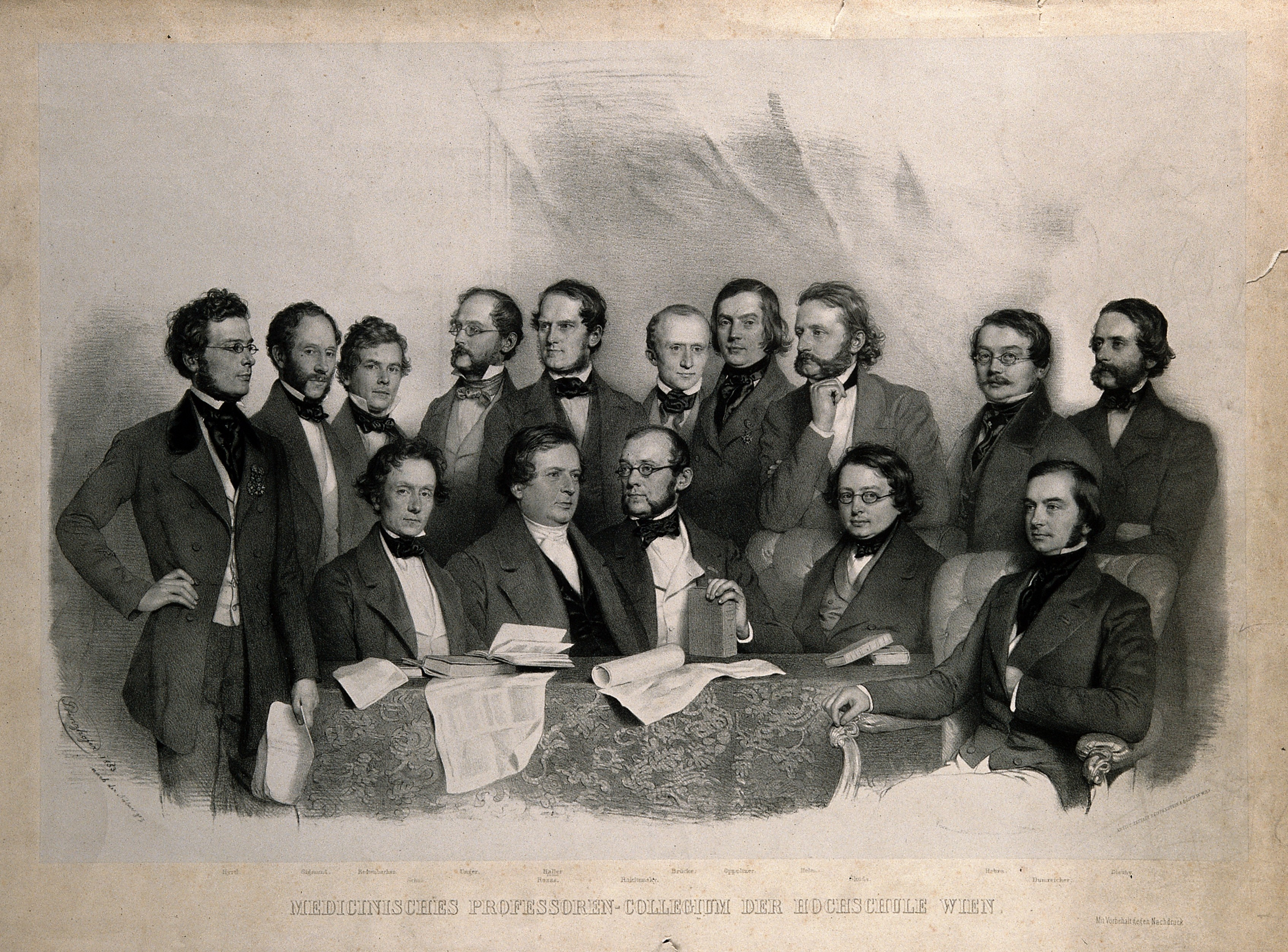
Брюкке среди коллег, Венский университет

В 1849—1890 годах фон Брюкке был профессором физиологии и микроскопической анатомии в Венском университете, в 1879–1880 годах занимал также пост ректора этого университета, будучи первым в истории университета ректором-некатоликом. Наряду с Гиртлем, фон Рокитанским, Шкодой, Хеброй и Бильротом Эрнст Вильгельм фон Брюкке считается одним из самых выдающихся профессоров этого университета. Среди его венских учеников были такие учёные как А. Роллетт, Э. Эль, З. Экснер, Й. Панет, Р. Хробак и Э. Флейшл фон Марксов. 
В 1849 году Брюкке был избран в члены Императорской академии наук в Вене, а в 1882—1885 годах — был вице-президентом этой академии. В 1879 году фон Брюкке был назначен членом верхней палаты господ, в которой примкнул к правительственной партии.
Начало своей научной известности Эрнст Вильгельм фон Брюкке положил трудом: «Anatomische Beschreibung des Augapfels» («Анатомическое описание глазного яблока», Берлин, 1847), вслед за которым он издал длинный ряд работ по различным вопросам анатомии и физиологии, а именно по зрению, крови и кровообращению, органам пищеварения, физиологии речи, частью в специальных журналах, частью в «Denkschriften» (Записках) и в «Sitzungsbenchte» (Протоколах заседаний) Венской академии. Затем был издан труд «Grundzüge der Physiologie und Systematik der Sprachlaute» (Вена, 1866 года, 2-е издание, 1876 год).
Дальнейшие исследования в области речи привели учёного к публикации статьи «Neue Methode der phonetischen Transskription» (Вена, 1863 г.), в которой он описал свой новый метод фонетической транскрипции, который позволял изображать звуки иностранного языка людям, никогда не слышавшим разговора на этом языке. Существенно в этом методе было введение новых знаков, определявших положение органов рта, действующих при произношении звуков.
Эрнст Вильгельм фон Брюкке умер 7 января 1892 года в Вене.

## Награды и звания
- 1849 — член Императорской академии наук в Вене.
- 1852 — член Леопольдины.[11]
- 1854 — член-корреспондент Прусской академии наук.
- 1861 — член Гёттингенской академии наук.
- 1873 — член Баварской академии наук.[8]
- 1889 — рыцарь королевского прусского ордена «Pour le mérite за достижения в науке и искусстве».[12]

## Избранная библиография
- «Anatomische Beschreibung des Augapfels», Берлин, 1847;
- «Grundzüge der Physiologie und Systematik der Sprachlaute», Вена, 1866 год; 2 издание, 1876;
- «Neue Methode der phonetischen Transskription», Вена, 1863 год;
- «Die Physiologie der Farben für die Zwecke der Kunstgewerbe bearbeitet», Лейпциг, 1866;

- «Die physiologischen Grundlagen der neuhochdeutschen Verskunst», Вена, 1871;
- «Vorlesungen über Physiologie» в 2 томах, Вена, 1873—74; том I, 3 изд., 1881; том II, 2 изд., 1876;
- «Bruchstücke aus der Theorie der bildenden Künste», Лейпциг, 1877;
- «Учебник физиологии» (был переведён на русский язык при жизни автора[13]).